# ラージェーンドラ1世
ラージェンドラ1世（在位：1016年 - 1044年）は、南インドのタミル系王朝チョーラ朝の全盛期を築いた王。

## 生涯
1018年に再びセイロン北部を確保すると、1022年、東チャールキヤ領のオリッサ地方を北上してガンジス河畔まで遠征軍を送った。チョーラ朝の版図は北はゴーダヴァリー川の東岸まで、南はセイロン北部までの広大なものとなった。このため、ラージェンドラは、ガンガイコンダチョーラ（ガンジスを手に入れたチョーラ王）と称し、カーヴェリー川河口北岸付近に新首都ガンガイコンダチョーラプラムを築き、壮麗な宮殿やジヴァ派のヒンドゥー寺院を建設した。またラージェーンドラは、中国への貿易を独占していた東方のシュリーヴィジャヤ王国に1017年と1025年に海軍を遠征させた。特に大規模だったのは、1025年の遠征で、シュリーヴィジャヤの君主を捕らえて、マレー半島やスマトラ島の拠点が征服された。
このようにラージェンドラ1世の時代に、チョーラ朝は北はガンジス川河口付近、南はセイロン北半、東はスマトラまで勢威を及ぼし、インド洋から中国に至るまでの制海権を支配し、貿易の利を独占した。一方、東チャールキヤ王家の、妹クンダヴァーの子であるラージャラージャ・ナレンドラに王女アマンガ・デーヴィーと結婚させるなど通婚関係を深めた。北宋へも通商使節（宋からすれば朝貢使節）を1020年と1033年に送っている。